# 심석종합고등학교 야구부
심석종합고등학교 야구부는 경기도 남양주시 화도읍에 위치한 현 심석고등학교의 해체된 야구부를 가리킨다.
심석종고 야구부는 1979년 제9회 봉황대기 전국고교야구대회에서 공주고, 청주고를 연파하고 봉황기 8강까지 진출했다. 이후 1987년 봉황기를 끝으로 심석종고 야구부는 해체되고 역사속으로 사라졌다.

## 연도별 상세성적
- 1975년 제5회 봉황대기 전국고교야구대회 1회전
- 1976년 제6회 봉황대기 전국고교야구대회 2회전
- 1977년 제7회 봉황대기 전국고교야구대회 2회전
- 1978년 제17회 대통령배 전국고교야구대회 2회전
- 1978년 제8회 봉황대기 전국고교야구대회 16강
- 1979년 제34회 청룡기 전국고교야구 선수권대회 2회전
- 1979년 제9회 봉황대기 전국고교야구대회 8강
- 1980년 제10회 봉황대기 전국고교야구대회 1회전
- 1981년 제20회 대통령배 전국고교야구대회 1회전
- 1981년 제35회 황금사자기 전국고교야구대회 2회전
- 1981년 제11회 봉황대기 전국고교야구대회 1회전
- 1982년 제21회 대통령배 전국고교야구대회 1회전
- 1982년 제37회 청룡기 전국고교야구 선수권대회 1회전
- 1982년 제36회 황금사자기 전국고교야구대회 1회전
- 1982년 제12회 봉황대기 전국고교야구대회 2회전
- 1983년 제22회 대통령배 전국고교야구대회 2회전
- 1983년 제38회 청룡기 전국고교야구 선수권대회 1회전
- 1983년 제37회 황금사자기 전국고교야구대회 1회전
- 1983년 제13회 봉황대기 전국고교야구대회 16강
- 1984년 제23회 대통령배 전국고교야구대회 2회전
- 1984년 제38회 황금사자기 전국고교야구대회 1회전
- 1984년 제14회 봉황대기 전국고교야구대회 1회전
- 1985년 제39회 청룡기 전국고교야구 선수권대회 2회전
- 1985년 제15회 봉황대기 전국고교야구대회 1회전
- 1986년 제16회 봉황대기 전국고교야구대회 1회전
- 1987년 제17회 봉황대기 전국고교야구대회 1회전

## 출신 프로야구선수
- 이하룡 - 삼미슈퍼스타즈
- 홍성산 - 청보 핀토스
- 한인철 - 삼미슈퍼스타즈
- 홍경표 - 쌍방울 레이더스